# Familjen Ekbladh
Familjen Ekbladh är en svensk TV-serie från 1971 i regi av Sven Lindberg och Lars-Erik Liedholm. Serien bestod av åtta 30-minutersavsnitt. Manus skrevs av Liedholm och Ittla Frodi. Serien visades i TV1 med start den 18 september 1971.

## Rollista
- Marianne Aminoff – Angela Holm
- Kjell Bergqvist – Håkan
- Bo Bergstrand – Anton
- Bengt Blomgren – Åke Blomström
- Gunnar Ernblad – Björn
- Yvonne Jodelsohn – Kristina
- Inga Landgré – Eva Ekbladh, modern
- Åke Lindström – Gösta Ekbladh, fadern
- Yvonne Lundeqvist – Lena
- Franco Mariano – Anton
- Maritta Marke – kund
- Lillemor Ohlson – damfrisörska
- Henrik Schildt – Holm
- Helge Skoog – Stig Brattström
- Erik Trädgårdh – Björn

### Fotnoter
1. ↑  Källangivelsen på Wikidata använder egenskaper (properties) som inte känns igen av Modul:Cite
2. ↑  ”Familjen Ekbladh”. Svensk Filmdatabas. http://www.sfi.se/sv/svensk-filmdatabas/Item/?itemid=36359&type=MOVIE&iv=Basic&ref=/templates/SwedishFilmSearchResult.aspx?id%3d1225%26epslanguage%3dsv%26searchword%3dfamiljen+ekbladh%26type%3dMovieTitle%26match%3dBegin%26page%3d1%26prom%3dFalse. Läst 9 mars 2013.
3. ↑  TV-program 1971-09-18